# Informe Técnico Sustentatorio
Un Informe Técnico Sustentatorio (ITS) es un estudio ambiental que presenta el titular de un proyecto de inversión en Perú cuando «decide realizar modificaciones, ampliaciones o mejoras tecnológicas en proyectos que cuenten con Estudio Ambiental aprobado, que impliquen un impacto ambiental no significativo». Este instrumento de gestión ambiental preventivo fue creado durante el gobierno de Ollanta Humala mediante Decreto Supremo n.º 054-2013-PCM con el propósito de aprobar en un corto plazo las modificaciones a un proyecto de inversión con un estudio de impacto ambiental aprobado y así acelerar la economía del país en un corto plazo. Formó parte del primer conjunto de normas peruanas denominadas "paquetazos ambientales".
Surgió como una medida para que el titular no presente el instrumento de gestión Modificación de un Estudio de Impacto Ambiental detallado (MEIA-d). El ITS tiene que ser presentado antes de la implementación de las modificaciones, ampliaciones o mejoras, y la autoridad debe emitir su conformidad en un plazo máximo de 15 días hábiles.
Este instrumento de gestión ha sido criticado por no permitir procesos de participación ciudadana y de evaluación técnica fundamentada dado lo corto del plazo, al poder ser utilizado por las empresas como un medio para esquivar los procedimientos formales que exigen la modificación del Estudio de Impacto Ambiental (EIA), y dado que no existe una definición clara de un impacto negativo no significativo, esta resulta en una interpretación discrecional por parte de las autoridades que evalúan el informe y las empresas que lo generan.

## Definición de un impacto ambiental no significativo
En la ley de sistema de evaluación de estudios de impacto ambiental se define al impacto ambiental negativo significativo:

### Impacto ambiental negativo significativo
Son aquellos impactos que se producen en los factores que componen el ambiente como resultado de la ejecución de proyectos o actividades con características, envergadura o localización con ciertas particularidades. La identificación y valorización de estos impactos ambientales negativos requieren de un análisis cualitativo y cuantitativo significativo; así como de una Estrategia de Manejo Ambiental que incluya medidas preventivas, correctivas, de mitigación y compensatorias.

### Impacto ambiental negativo no significativo
Su interpretación es discrecional. Estos impactos pueden devenir de un nivel de cambio superior al 30 % de un componente.

## Procedimiento

### ¿Cuándo se presenta?
Se puede presentar el ITS bajo los siguientes supuestos:
1. Cuando se modifiquen componentes auxiliares o se realicen ampliaciones en proyectos de inversión con certificación ambiental aprobada que representan un impacto ambiental no significativo.
2. Cuando se realicen ampliaciones en proyectos de inversión con certificación ambiental aprobada que representan impacto ambiental no significativo.
3. Cuando se pretenda hacer mejoras tecnológicas en las operaciones.

Resulta importante mencionar que se pueden realizar ITS bajo cualquier tipo de estudio de impacto ambiental, incluyendo el PAMA, el cual se encuentra derogado por D.S. 016-93-EM. Además, los cambios se pueden ubicar en cualquier zona del área de influencia directa sin que esto signifique una nueva estimación del área de influencia directa.

### Contenido
El Informe Técnico Sustentatorio debe tener el siguiente contenido: 
1. Datos generales
2. Características del proyecto con IGA aprobado
3. Proyecto de modificación, ampliación o una mejora tecnológica mediante el ITS

### Plazo de evaluación
De acuerdo al D.S. n.º 054-2013-PCM los ITS deberán ser evaluados en un plazo máximo de quince (15) días hábiles.

## Críticas
Este instrumento de gestión ambiental ha sido criticado por organizaciones de la sociedad civil ya que se considera que el plazo de 15 días es un «tiempo insuficiente para generar procesos de participación ciudadana» y «ha sido utilizado por algunas empresas como un medio para esquivar los procedimientos formales que exigen la modificación del Estudio de Impacto Ambiental (EIA)» como en el caso de la Compañía Minera Atacocha en Pasco: en una supervisión especial realizada por el OEFA, a solicitud de la Fiscalía Especializada en Materia Ambiental de Pasco, se halló que la  cambió del método de explotación de socavón a minería de cielo abierto habiendo obtenido la conformidad del Ministerio de Energía y Minas (MINEM) mediante un ITS, poniendo en riesgo la salud de las poblaciones cercanas. 
En el libro Flexibilización Ambiental en el Perú: El abuso de los ITS por las empresas mineras (2019) se argumenta que el plazo establecido de 15 días no permitiría la participación de las autoridades competentes para que emitan una opinión técnica fundamentada, tal es el caso del ANA para evaluación de modificaciones a las plantas de tratamiento de aguas. E incluso existe una relativización de la cantidad de ITS que se puede presentar, y del porcentaje máximo de cambios en los componentes. Además, al no existir una definición clara de un impacto negativo no significativo, esta resulta en una interpretación discrecional.